# Philipp Reinhard I. zu Solms-Hohensolms-Lich
Graf Philipp Reinhard I. zu Solms-Hohensolms-Lich (* 24. Juli 1593 in Cleeberg; † 18. Juni 1635 in Frankfurt am Main) war ein regierender Reichsgraf, Offizier und Diplomat im Dreißigjährigen Krieg.

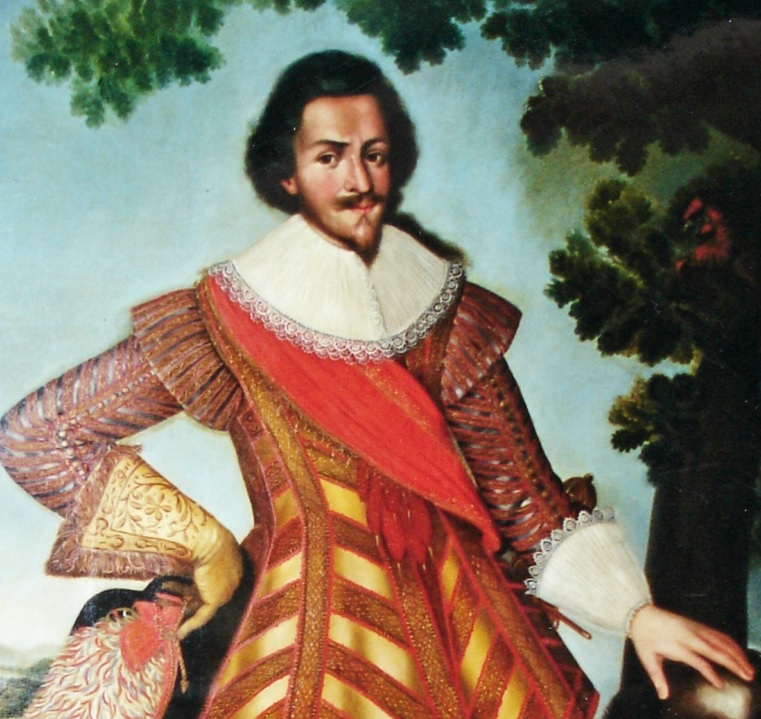
Graf Philipp Reinhard I. von Solms-Hohensolms

## Leben

### Herkunft und Familie
Philipp Reinhard I. von Solms-Hohensolms wurde am 24. Juli 1593 als zweiter Sohn des Grafen Hermann Adolf von Solms-Hohensolms (1545–1613) und dessen Gemahlin Anna Sophia, geborene von Mansfeld (1562–1601) in Cleeberg geboren.
Er studierte in Heidelberg und übernahm nach seines Vaters Tod 1613 die Regierung. Sein älterer Bruder Johann Ernst (1591–1617) war zu Philipp Reinhards Gunsten in der Nachfolge übergangen worden. Der Graf residierte zunächst in Butzbach, wo die Familie seinerzeit noch ihren Sitz hatte, hielt sich jedoch oft auch in Cleeberg auf, das seiner Familie anteilig gehörte.
Am 13. September 1614 heiratete Philipp Reinhard die Gräfin Elisabeth von Wied-Runkel (1593–1635). Aus der Ehe gingen neun Kinder hervor, von denen drei – sein Sohn Philipp Reinhard II. (1615–1665), auch „der Jüngere“ genannt, der ihm als regierender Graf nachfolgte, sowie die Töchter Johannette Sibylle (1623–1651), vermählt mit Wilhelm II. von Solms-Greifenstein (1609–1676), und Maria Eleonore (1632–1689), vermählt mit Ernst I. von Hessen-Rheinfels-Rotenburg (1623–1693) – das Erwachsenenalter erreichten.

### Werdegang
Philipp Reinhard studierte 1610 an der Universität Heidelberg und wurde nach dem Tod seines Vaters 1613 dessen Nachfolger mit Residenz in Butzbach. Ab 1617 stand er zunächst in Diensten des Landgrafen von Hessen-Kassel, der ihn zum Präsidenten seines geheimen Rats und zum Statthalter zu Kassel machte.
Prägend für das weitere Leben des Grafen sollte jedoch der Dreißigjährige Krieg werden, der 1618 begann. Schon früh trat er in kurpfälzische Dienste. 1620 wurde er von Friedrich V. von der Pfalz mit der Organisation der Landesverteidigung der Oberpfalz beauftragt und zum Oberbefehlshaber der oberpfälzischen Truppen ernannt.
Nach der Niederlage der Protestanten in der Schlacht am Weißen Berg und der Besetzung der Pfalz durch kaiserliche Truppen trat er 1621 in die Dienste des tollen Halberstädters, Christian von Braunschweig-Wolfenbüttel, der gegen die Kaiserlichen kämpfte. Trotzdem scheint Philipp Reinhard zunächst noch um ein gutes Verhältnis zum Kaiser bemüht gewesen zu sein, verlieh ihm dieser doch noch am 17. April 1622 das Prädikat Wohlgeboren.
1623 trat Philip Reinhard zum Calvinismus über. 1625 wechselte er in den Dienst des dänischen Königs, der die protestantische Seite unterstützte. Im dänischen Heer war er 1626 Reiterobrist über fünf Kompanien zu Pferd und eine zu Fuß.
Von 1626 bis 1627 war er dänischer Statthalter in Wolfenbüttel, wo er für seine Härte berüchtigt war. In der herzoglichen Münzstätte in Wolfenbüttel vermünzte er das Tafelsilber des Braunschweiger Herzogs Friedrich Ulrich zu Reichstalern, die in der Numismatik als Hahnreitaler bekannt sind. 1627 konnte er die Festung Wolfenbüttel 114 Tage lang gegen eine Belagerungsarmee verteidigen, bis die Angreifer die Oker stauten und die Stadt überfluteten. Im Dezember 1627 musste Philipp Reinhard kapitulieren, erhielt mit seinen Soldaten aber freien Abzug. Der Graf galt als einer der Hauptförderer der Harzschützen, einer bäuerlichen Widerstandsbewegung im Harzgebiet, die er in ihrer Kampfkraft zu stärken versuchte.
Aufgrund seines Engagements für die protestantische Kriegspartei verhängte der Kaiser 1626 die Reichsacht gegen ihn, zog sein Land ein und übertrug es Hessen-Darmstadt. Zwar erhielt er es 1629 wieder zurück, doch musste er auf den bisherigen Hauptort Butzbach verzichten. In der Folge verlegte er seine Residenz auf das Schloss in Hohensolms.
Seit 1628 stand er im Dienst des schwedischen Königs Gustav II. Adolf, der ihn als Präsidenten seines Geheimen Rates einsetzte. Auf diplomatischen Gesandtschaften warb er unter den protestantischen Reichsständen für die Unterstützung der schwedischen Partei. Auf seine Initiative kam 1631 ein entsprechendes Abkommen mit Sachsen-Weimar zu Stande. Seit seiner Dresdner Legation im Jahr 1632 war er ein entschiedener Gegner der Politik Hans Georg von Arnim-Boitzenburgs.
Im Direktorium des Heilbronner Bundes vertrat Philipp Reinhard den schwedischen Kanzler Axel Oxenstierna, dem er als sein fürnehmster und geheimster Herzensrat galt. Für einen französischen Diplomaten wie Feuquières dagegen war der Graf schlicht un homme d’intrigue. Wie eng die Beziehungen zu Schweden waren, zeigt die Tatsache, dass die schwedische Königin Maria Eleonora die Patenschaft übernahm, als dem Grafen im Winter 1632 eine Tochter geboren und nach der Königin benannt wurde.
Neben seiner diplomatischen Tätigkeit war der Graf auch weiterhin militärisch aktiv. Mit dem Siegeszug der schwedischen Truppen besetzte Philipp Reinhard mit seinen Truppen Anfang 1632 kurtrierische Gebiete rechts des Rheins. Am 15. Januar 1632 lagen etliche seiner Offiziere auf Burg Molsberg bei Montabaur im Quartier, als eine Rotte kurtrierischer Bauern die Burg überfiel und fast alle Offiziere niedermachte. Unter den Getöteten befand sich auch Philipp Reinhards 18-jähriger Vetter, Graf Otto Sebastian von Solms-Lich. Zwei Monate später eroberte Philipp Reinhard mit seinen Truppen das Schloss Braunfels, Sitz der mit ihm verwandten Linie Solms-Braunfels, von einer spanischen Besatzung zurück.
War Philipp Reinhard schon von Anfang an nicht gerade begütert, so verarmte er im Laufe des Kriegs vollends. Für ihm entstandene Kosten, Werbegelder etc. in Höhe von 65.500 Reichstalern entschädigte ihn die schwedische Regierung 1633 mit der Übereignung von Kloster Arnsburg. Durch die schwedischen Niederlagen im folgenden Jahr konnte er die Klostergüter allerdings nicht nutzen und blieb letztlich auf seinen Kosten sitzen.
Am 31. Januar 1633 wurde er zum französischen Feldmarschall ernannt. Faneben war er Mitglied im Consilium formatum, dem Rat des Heilbronner Bundes (1633–1635).
Im Februar 1634 wurde er während des Niedersächsischen Kreistags in Halberstadt als Graf Philipp Reinhard von Solms-Lich zu Hohensolms unter dem Namen Der Verhütende in die Fruchtbringende Gesellschaft aufgenommen.
Graf Philipp Reinhard starb im 42. Lebensjahr am 18. Juni 1635 in Frankfurt am Main an der Pest. Nur zwei Monate später starben auch seine Gemahlin und zwei ihrer Söhne. Am 4. März 1636 wurde er in der Gruft der Schlosskirche zu Greifenstein beigesetzt. Warum soviel Zeit zwischen dem Tod und der Beisetzung lag, ist nicht bekannt.